# 루카 안토넬리
루카 안토넬리(이탈리아어: Luca Antonelli, 1987년 2월 11일, 몬차 ~ )는 이탈리아의 축구 선수로, 현재 USL 챔피언십의 마이애미 FC에서 수비수로 뛰고 있다.

## 생애
안토넬리는 몬차에서 태어났다. 그는 1977년부터 1982년까지 AC 밀란에서 뛰었던 로베르토 안토넬리의 아들이다.

## 수상
밀란
- UEFA 챔피언스 리그: 2006–07